# 歩いてまえ打線
歩いてまえ打線（あるいてまえだせん）とは、2017年の阪神タイガースの打線の愛称である。

## 概要
2017年の阪神打線は、チーム打率.249、同本塁打数113本、同得点589（全てリーグ3位）であり、またチーム内に突出した打撃成績を残した選手がいないなど破壊力はあまりなかったが、FA加入の糸井嘉男をはじめ、ベテランの鳥谷敬・福留孝介、更に上本博紀と選球眼に優れた打者が多く集まり、チーム出塁率.327（リーグ2位）、チームIsoD.078（リーグ1位）を記録した。特に、5月6日の対広島戦では、5回表時点で0-9と敗戦が濃厚だったにも関わらず、四球による出塁から一気に9得点を挙げて同点に追いつき、最終的に、当時監督だった金本知憲ですら驚いた、球団史上初となる最大9点差を逆転しての勝利を収めるなどし、メディアやネット上で、旧近鉄バファローズの「いてまえ打線」にちなんで「歩いてまえ打線」と呼ばれるようになった。
チームは打線やラファエル・ドリス、桑原謙太朗、マルコス・マテオらリリーフ陣の活躍で年間を通してリーグの上位を推移しており、一時は首位広島東洋カープに肉薄するなど12年ぶりのリーグ優勝も狙えたシーズンであったが、糸井や上本、先発のランディ・メッセンジャーらの故障離脱や岩貞祐太、藤浪晋太郎の不振など投打の主力を欠いたことが終盤の戦いに響き、最終的には広島に10ゲーム差を付けられ2位に終わった。クライマックスシリーズでは3位横浜DeNAベイスターズを本拠地甲子園球場に迎えるも、1勝2敗で1stステージ敗退した。

## 布陣
| 打順 | 守備 | 選手       | 打席 | 打率 | 本塁打 | 打点 | 盗塁 | 出塁率 | 長打率 | OPS  | 備考                                                              |
| ---- | ---- | ---------- | ---- | ---- | ------ | ---- | ---- | ------ | ------ | ---- | ----------------------------------------------------------------- |
| 1    | 左   | 髙山俊     | 左   | .250 | 6      | 24   | 6    | .300   | .369   | .669 | 規定打席未達 俊介・大山らと併用、6月以降は中堅手                  |
| 2    | 二   | 上本博紀   | 右   | .284 | 9      | 38   | 16   | .366   | .403   | .769 |                                                                   |
| 3    | 中   | 糸井嘉男   | 左   | .290 | 17     | 62   | 21   | .381   | .447   | .829 | 打率リーグ10位、出塁率リーグ7位、6月以降は右翼手                  |
| 4    | 右   | 福留孝介   | 左   | .263 | 18     | 79   | 1    | .373   | .444   | .818 | 打点リーグ7位、出塁率リーグ9位、6月以降は左翼手                   |
| 5    | 一   | 中谷将大   | 右   | .241 | 20     | 61   | 2    | .308   | .443   | .751 | 本塁打リーグ10位 大山・ロジャース・原口出場時は外野（主に中堅手） |
| 6    | 三   | 鳥谷敬     | 左   | .293 | 4      | 41   | 8    | .390   | .377   | .767 | ゴールデングラブ賞（三） 打率リーグ8位、出塁率リーグ4位           |
| 7    | 遊   | 大和       | 両   | .280 | 1      | 16   | 2    | .331   | .319   | .650 | 規定打席未達、北条・糸原と併用                                    |
| 8    | 捕   | 梅野隆太郎 | 右   | .206 | 2      | 33   | 1    | .275   | .273   | .548 | 規定打席未達                                                      |
| 9    | 投   |            |      |      |        |      |      |        |        |      |                                                                   |

| 守備  | 選手                   | 打席 | 打率 | 本塁打 | 打点 | 盗塁 | 出塁率 | 長打率 | OPS  | 備考             |
| ----- | ---------------------- | ---- | ---- | ------ | ---- | ---- | ------ | ------ | ---- | ---------------- |
| 遊    | 北條史也               | 右   | .210 | 3      | 20   | 0    | .286   | .301   | .587 | 大和・糸原と併用 |
| 一/左 | 大山悠輔               | 右   | .237 | 7      | 38   | 2    | .309   | .414   | .723 | 高山らと併用     |
| 一    | 原口文仁               | 右   | .226 | 6      | 25   | 0    | .321   | .387   | .708 | 高山らと併用     |
| 中    | 俊介                   | 右   | .309 | 4      | 23   | 1    | .340   | .461   | .801 | 高山らと併用     |
| 遊    | 糸原健斗               | 左   | .259 | 1      | 24   | 1    | .362   | .358   | .720 | 大和・北条と併用 |
| 一    | ジェイソン・ロジャース | 右   | .252 | 5      | 23   | 0    | .329   | .431   | .759 | 高山らと併用     |
| 捕    | 坂本誠志郎             | 右   | .248 | 2      | 17   | 0    | .341   | .345   | .686 | 2番手捕手        |

- 開幕直後は遊撃に北條、左翼（後に中堅）に髙山、一塁に原口、エリック・キャンベルという布陣であったが、いずれも不振に陥ったためレギュラー争いが起こった。最終的に中谷が一塁と中堅を兼ねてスタメンに定着したものの、それ以外のポジションではシーズン終了まで複数選手が併用された。
- セ・パ交流戦までは中堅に糸井、右翼に福留、左翼に高山という外野陣であったが、福留が加齢による守備の衰えにより左翼に転向し、それに伴って右翼に糸井が、中堅に高山が入った。